# Nea (Fluss)
Die Nea (schwedisch Nean) ist ein 80 km langer Fluss, der von der schwedischen Grenze in westlicher Richtung durch Tydal und Selbu in der Fylke Trøndelag fließt. Sie hat ihren Ursprung östlich des in Schweden gelegenen Stausees Sylsjøen, durchfließt anschließend die beiden Stauseen Nesjøen und Vessingsjøen, bevor sie den Nebenfluss Tya in Tydal aufnimmt. Sie folgt dem Tydalen und nimmt 15 km vor ihrer Mündung in den Selbusjøen die Rotla auf. Die Fortsetzung der Nea, das heißt den Abfluss aus dem Selbusjøen, bildet dann die Nidelva. Somit stellt die Nea den oberen Teil des Nea-Nidelv-Flusssystems dar.
Die Nea ist ein sehr beliebter Fluss zum Angeln. Fische von 1,5 bis 2 kg sind üblich, aber es gibt auch Exemplare von 5 bis 6 kg.